# Phillip Wilson
Phillip Wilson (* 8. September 1941 in St. Louis; † 25. März 1992 in New York City) war ein US-amerikanischer Schlagzeuger und Perkussionist des Creative Jazz.

## Leben und Wirken
Wilson hatte als Kind Violinunterricht und spielte in lokalen Trommelgruppen, wie den Tom Powell Post. Unter dem Einfluss seines Lehrers James Meredith kam er mit dem Jazz in Berührung, spielte während seiner Highschoolzeit mit Oliver Lake und Scrooge Harris; mit 14 Jahren folgten erste professionelle Auftritte mit dem Organisten Don James und Freddie Washington. Mit 16 Jahren wurde er Mitglied des Orgeltrios von Sam Lazar, bei dem er vier Jahre blieb, u. a. mit Auftritten in Minton’s Playhouse in New York. Bis 1964 spielte er in verschiedenen Rhythm-and-Blues-Bands, in St. Louis mit Lester Bowie, und begleitete Soulsänger. 1965 zog er nach Chicago, wurde in der Association for the Advancement of Creative Musicians (AACM) aktiv und gehörte verschiedenen Gruppen von Roscoe Mitchell an, unter anderem dessen Art Ensemble, aus dem das Art Ensemble of Chicago entstand.
Ab 1967 spielte er in der Butterfield Blues Band und verschiedenen Rockgruppen; er nahm drei Alben mit der Butterfield Blues Band auf. Der Song „Love March“, den Wilson mit Gene Dinwiddie schrieb, wurde von der Band in Woodstock gespielt und 1970 auf dem Livealbum des Festivals veröffentlicht. Anfang der 1970er Jahre gründete er mit Dinwiddie und den weiteren Butterfield-Bandmitglieder Buzz Feiten und Neil Larsen die Jazz-Rock-Band Full Moon, mit der er ein Album aufnahm.
1975/76 war er als Studiomusiker bei Stax Records in Memphis tätig, zog danach nach New York, wo er in der Loft- und Free-Jazz-Szene mit Hamiet Bluiett, Lester Bowie, Anthony Braxton, John Carter, Julius Hemphill, Frank Lowe, James Newton arbeitete, u. a. zu hören auf Wildflowers. 1976 wirkte er an David Murrays Debütalbum Flowers for Albert mit. 1978 konzertierte er mit einer eigenen Formation auf dem Moers Festival mit Olu Dara, Frank Lowe und Fred Williams. Er war in den 1980er Jahren Mitglied in Lester Bowie's Brass Fantasy, dessen From the Roots to the Source und dessen Orgel-Ensemble (The Organizer, DIW, 1991). 1992 wurde er in der Nähe des Central Parks ermordet.

## Diskographische Hinweise
Alben unter eigenem Namen bzw. als Co-Leader
- Duet (Improvising Artists, 1978) mit Lester Bowie
- Live at Moers Festival (Moers, 1978), mit Frank Lowe, Olu Dara und Fred Williams
- Fruits (Circle Records, 1978) mit Wadada Leo Smith, Johnny Dyani

Alben als Begleitmusiker
- Art Ensemble 1967-68 (Nessa, 1967–68)
- Lester Bowie: The 5th Power (Black Saint, 1978)
- John Carter: Variations on Selected Themes for Jazz Quintet (Moers Music, 1979)
- Frank Lowe: Inappropriate Choices (ITM)
- James Newton: Portraits (India Navigation, 1976)